# Rafael Sánchez Ferlosio
Rafael Sánchez Ferlosio, né à Rome le 4 décembre 1927 et mort le 1er avril 2019 à Madrid, est un écrivain réaliste et fantastique, et un essayiste et libre-penseur espagnol appartenant à la génération de 50.
Il a reçu de nombreux prix dont le prix national d'Essai en 1994, le Prix Cervantes en 2004 et le prix national des lettres espagnoles en 2009.

## Biographie
Rafael Sánchez Ferlosio est le fils de l'écrivain, journaliste et homme politique espagnol d'extrême droite, Rafael Sánchez Mazas et de son épouse, l'Italienne Liliana Ferlosio. Il est le frère du chanteur compositeur Chicho Sánchez Ferlosio.
C'est en 1951 qu'il a publié, à compte d'auteur, Inventions et pérégrinations d’Alfanhuí (Industrias y andanzas de Alfanhuí), récit qu'on pourrait qualifier de réalisme fantastique. Le livre est dédié à sa première épouse, l'écrivain Carmen Martín Gaite.
En 1953, il prend la tête avec Alfonso Sastre et Ignacio Aldecoa de la Revista Espanola, revue qui marquera le développement d'une forme d'écriture objective et réaliste en Espagne, bien qu'elle ne paraisse que pendant une année. Le plus connu de ses romans, Les Eaux du Jarama (El Jarama), paru en 1955, s'inscrit dans la suite de ces travaux. Il raconte seize heures dans la vie de onze amis partis se baigner, un dimanche d'été, sur les rives de la rivière Jarama. Le roman utilise une technique de narration par focalisation variable, racontant l'histoire depuis les rives de la rivière, depuis la taverne de Maurice, et depuis le lieu où les jeunes gens se baignent. Le roman s'achève avec le noyade d'un des jeunes gens.
Même s'il publie encore deux récits au début des années 1960 (Y el corazón caliente (1961) et Dientes, pólvora, febrero (1961), Rafael Sánchez Ferlosio renonce pendant une longue période à l'écriture romanesque. Il oriente essentiellement son écriture vers le journalisme et l'essai. Cette réorientation est interprétée par les éditeurs de son roman Le Témoignage de Yarfoz comme un exil intérieur en protestation au franquisme, mais Rafael Sánchez Ferlosio n'a jamais donné d'élément accréditant cette thèse. Au contraire, il prétend que le publication de son ultime roman, Le Témoignage de Yarfoz (El testimonio de Yarfoz, 1986) n'a été qu'une stratégie permettant la publication des deux essais publiés la même année (Mientras no cambien los dioses, nada habrá cambiado et Campo de Marte 1. El ejército nacional). Cependant, Le Témoignage de Yarfoz reste une réflexion touchante sur l'histoire : dans un monde inventé, mais aux principes rationnels, le destin d'un jeune prince horrifié par les agissements guerriers de son père et de son oncle raconte un retrait vis-à-vis du pouvoir et de l'action. On peut y voir une allégorie du rapport à l'histoire de l'auteur même.
En effet, à partir de la deuxième partie de sa carrière, au début des années 1970, Rafael Sánchez Ferlosio se tourne presque exclusivement vers l'écriture d'essais qui constituent désormais l'essentiel de son œuvre. Ils ont été rassemblés entre 2015 et 2017 dans quatre volumes systématiques publiés aux éditions Debate. Cette œuvre essayiste présente des idées particulièrement importante dans le champ de la pensée moderne, en particulier concernant la théorie du récit et la philosophie de l'histoire. À contre-courant de l'herméneutique du récit développée à la même époque en France par Paul Ricoeur, Rafael Sánchez Ferlosio développe une critique systématique du récit, littéraire ou non, comme outil écrasant la "factualité du fait".
Rafael Sánchez Ferlosio reçoit au cours de sa carrière littéraire de nombreuses distinctions, notamment le prix Nadal et le prix de la Crítica en 1956 pour son deuxième roman Les Eaux du Jarama (El Jarama) ; le prix national de l'essai et le prix Ciudad de Barcelona en 1994 pour son recueil d'essais et d’aphorismes Nous aurons encore de mauvais moments (Vendrán más años malos y nos harán más ciegos) ; le prix Cervantes en 2004 pour l'ensemble de son œuvre ; le prix national des lettres espagnoles en 2009 pour l’ensemble de son œuvre ; et la médaille d'or du mérite des beaux-arts, décernée par le ministère de l'Éducation, de la Culture et des Sports en 2014.

## Œuvre

### Romans
- Industrias y andanzas de Alfanhuí (1951) Ce premier roman a fait l’objet de deux versions françaises : la première, Inventions et pérégrinations d’Alfanhuí, traduite et préfacée par Maurice-Edgar Coindreau, Paris, éditions Gallimard, coll. « Du monde entier », 1957, 251 p. ; la seconde, Ruses et aventures d’Alfanhuí, traduite par Claudette Dérozier, Lagrasse (France), éditions Verdier, coll. « Otra Memoria », 1989, 166 p.  (ISBN 2-86432-095-9)
- El Jarama (Barcelone, éditions Destino, 1955) Publié en français sous le titre Les Eaux du Jarama, traduit par Jean-Francis Reille, Paris, éditions Gallimard, coll. « Du monde entier », 1958, 382 p. ; réédition de la traduction révisée et préfacée par André Gabastou, ainsi qu'augmentée du discours de Ferlosio à l’occasion de la réception du prix Cervantès, Paris, éditions Bartillat, 2007, 500 p.  (ISBN 978-2-84100-386-0)
- El testimonio de Yarfoz (1986) Publié en français sous le titre Le Témoignage de Yarfoz, traduit par Claude de Frayssinet, Arles, Actes Sud, coll. « Lettres hispaniques », 1991, 281 p.  (ISBN 978-2-86869-674-8)

### Recueils de nouvelles
- Dientes, pólvora, febrero (1956)
- Y el corazón caliente (1961)
- El huésped de las nieves (1982)
- El escudo de Jotán (1983)
- El geco. Cuentos y fragmentos (2005)

### Essais
- Las semanas del jardín (1974)
- Mientras no cambien los dioses, nada habrá cambiado (1986) ; publié en français sous le titre Tant que les dieux n'auront pas changé, rien n'aura changé, traduit de l'espagnol par Henri Garric, Dijon, Éditions Universitaires de Dijon, 2024, 154 p.  (ISBN 978-2-36441-450-1)
- Campo de Marte 1. El ejército nacional (1986)
- La homilía del ratón, Madrid, Ediciones El País, 1986. Recueil d’articles publiés au journal madrilène El País.
- Ensayos y artículos I, Barcelona, Destino, 1992 (822 p.)
- Ensayos y artículos II, Barcelona, Destino, 1992 (803 p.)
- Vendrán más años malos y nos harán más ciegos (Barcelone, Destino, 1993) — Prix national d'Essai 1994 ; recueil d’essais et d’aphorismes Publié en français sous le titre Nous aurons encore de mauvais moments, traduit par Hélène Gisbert, Paris, Payot & Rivages, coll. « Petite Bibliothèque Rivages poche » no 247, 1999, 151 p.  (ISBN 2-7436-0559-6)
- Esas Yndias equivocadas y malditas. Comentarios a la Historia, Barcelona, Destino, 1994,  (ISBN 978-84-233-2418-7)
- El alma y la vergüenza, Barcelona, Destino, 2000 (482 p.)  (ISBN 978-84-233-3179-6)
- La hija de la guerra y la madre de la patria, Barcelona, Destino, 2002 (224 p.)  (ISBN 978-84-233-3411-7)
- Non olet, Barcelona, Destino, 2003 (283 p.)  (ISBN 978-84-233-3491-9)
- El geco. Cuentos y fragmentos, Barcelona, Destino, 2005 (429 p.)  (ISBN 978-84-233-3946-4)
- Glosas castellanas y otros ensayos (diversiones). Biblioteca Premios Cervantes. Fondo de Cultura Económica et Universidad de Alcalá, 2005.  (ISBN 84-375-0583-6) (OCLC 60556843)
- Sobre la guerra, Barcelona, Destino, 2007 (429 p.)  (ISBN 978-84-233-3946-4)
- God & Gun. Apuntes de polemología, Barcelona, Destino, 2008 (283 p.)  (ISBN 978-84-233-4073-6)
- “Guapo” y sus isótopos, Barcelona, Destino, 2009 (160 p.)  (ISBN 978-84-233-4192-4)
- Campo de retamas , Random House, 2015 (211 p.) ; recueil définitif et augmenté des aphorismes publiés en 1993 et 2002
- El escudo de Jotán. Cuentos reunidos, Random House, 2015 (128 p.), édition de toutes les nouvelles
- Édition de tous les « Ensayos » (essais) en quatre volumes :
  - Ensayos I: Altos Estudios Eclesiásticos: Gramática, narración y diversiones (2015) (800 p.)
  - Ensayos II: Gastos, disgustos y tiempo perdido: Idiotética, Asuntos nacionales, El Anticentenario (2016) (688 p.)
  - Ensayos III: Babel contra Babel: Asuntos internacionales. Sobre la guerra. Apuntes de polemología (2016) (784 p.)
  - Ensayos IV: Qwertyuiop: Sobre enseñanza, deportes, televisión, publicidad, trabajo y ocio (2017) (656 p.)
- Páginas escogidas (2017) (400 p.)